# Pat Listach
Patrick Alan Listach (né le 12 septembre 1967 à Natchitoches, Louisiane, États-Unis) est un joueur de baseball qui a évolué à la position d'arrêt-court dans les Ligues majeures de 1992 à 1997. Avec les Brewers de Milwaukee, Pat Listach a été nommé recrue par excellence de la Ligue américaine en 1992.
Listach est depuis la saison 2014 l'instructeur de troisième but des Astros de Houston.

## Carrière de joueur
Pat Listach est drafté en 5e ronde par les Brewers de Milwaukee en 1988. Ce frappeur ambidextre fait son entrée dans les majeures le 8 avril 1992. Sa première saison sera la meilleure de sa carrière : il frappe 168 coups sûrs, maintient une moyenne au bâton de ,290 et totalise 47 points produits. Il réussit de surcroît 54 vols de buts, le second plus haut total de la Ligue américaine de baseball derrière un autre joueur recrue, Kenny Lofton. Après la saison, Listach devance Lofton au vote pour la recrue de l'année.
L'arrêt-court Listach est souvent absent du jeu au cours des années suivantes en raison de diverses blessures. En août 1996, les Brewers l'échangent aux Yankees de New York en compagnie du lanceur Graeme Lloyd afin d'acquérir le voltigeur Gerald Williams et le lanceur Bob Wickman. Cependant, il sera révélé que Listach s'est cassé un os du pied quelques jours avant l'annonce de la transaction. Par conséquent, Listach est retourné aux Brewers après la saison, sans avoir joué pour les Yankees, qui sont compensés par l'octroi du contrat du lanceur Ricky Bones en provenance de Milwaukee.
Pat Listach complète en 1998 avec les Astros de Houston une carrière de 6 saisons dans les majeures, au cours desquelles il a pris part à 503 parties. Sa moyenne au bâton est de ,251 avec 444 coups sûrs, 5 coups de circuit, 143 points produits, 250 points marqués et 116 buts volés.

## Manager et instructeur
Listach est le manager des West Tennessee Diamond Jaxx en 2006, des Smokies du Tennessee en 2007 et des Cubs de l'Iowa en 2008. Les trois clubs sont des équipes des ligues mineures affiliées aux Cubs de Chicago. En 2008, Listach est nommé manager de l'année de la Ligue de la Côte du Pacifique pour son travail avec Iowa, détenteurs d'une fiche de 83 victoires et 59 défaites.
En 2009, Pat Listach est entré en fonction comme instructeur au troisième but des Nationals de Washington. Il porte le numéro d'uniforme #4 pour les Nationals et est embauché à l'automne 2008 en même temps que le manager Jim Riggleman et l'instructeur au premier but Marquis Grissom.
En novembre 2010, il est nommé adjoint au manager des Cubs de Chicago, Mike Quade, pour la saison 2011. Après la saison 2011, les Cubs ne reconfirment pas Quade dans ses fonctions et procèdent à une réorganisation de leur personnel d'instructeurs. Listach devient par conséquent instructeur au troisième but à partir de la saison 2012. En décembre 2012, il accepte un poste d'instructeur en ligues mineures dans l'organisation des Dodgers de Los Angeles.
En octobre 2013, Listach est engagé pour être l'instructeur de premier but des Astros de Houston en 2014. Durant l'hiver cependant, les Astros engagent aussi l'instructeur Tarrik Brock et décident finalement de poster ce dernier au premier coussin et d'offrir le travail d'instructeur de troisième but à Listach.